# Robert de Souza
Pour les articles homonymes, voir Souza.
Robert de Souza (Paris, 4 novembre 1864 - Brive-la-Gaillarde, 3 juin 1946) est un poète symboliste français. C'est aussi un des pionniers de l'urbanisme.

## Famille
Il est le grand-père de Robert de Souza (1921-2006), ancien élève de l'ENA, ambassadeur de France en Iran, aux Pays-Bas, et auprès de l'ONU à Genève, lui-même descendant de Gaspard, baron Gourgaud et de Pierre-Louis, comte Roederer (1754-1835).

## Poète
Il figure parmi les disciples de Stéphane Mallarmé, c'est un théoricien du vers libre. 

## Critique littéraire
Il collabore à de nombreuses revues littéraires, publiant notamment entre 1895 et 1906 plusieurs critiques d'ouvrages sur Nietzsche.

## Urbaniste
C'est en tant qu'esthète qu'il aborde au début du 20e siècle la question de l'aménagement urbain. Il s'y emploie notamment en embellissant dans les années 1920 la ville de Nice par des productions florales. À la fin de sa vie, il s'oppose au modernisme en architecture.

## Œuvres

### Poésie
- Fumerolles (1894)
- Le Rythme poétique (1895)
- Almanach des poètes (1896-1897 et 1898) sous la direction de Robert de Souza
- Sources vers le fleuve (1897)
- La poésie populaire et le Lyrisme sentimental (1899)
- « Un débat sur la poésie », in Henri Bremond, La Poésie pure, Paris, Grasset, 1926.
- Où nous en sommes (La Victoire du silence), 1906
- Du Rythme en français, 1912

### Urbanisme
- Nice, capitale d’hiver, regards sur l’urbanisme niçois 1860-1914, Nice: Serre, 2001 (édition originale : 1913).

## Articles sur la phonétique
- De la voix parlée à la voix chantée. Les voyelles françaises et l'art vocal. I. Classification de nos voyelles fondamentales. Nature du timbre phonétique, La Revue musicale, vol. 13, no 130 (novembre 1932)